# Giovanni Vicenzo Casale
Giovanni Vicenzo Casale (Nápoles ou Florença (?), 15?? — Lisboa, 1593) (também João Vicente ou Vicêncio) foi um frade (padre?) servita, arquitecto e engenheiro militar.

## Biografia
Tio do também engenheiro militar Alexandre Massai, foram trazidos de Nápoles para Portugal por Filipe II de Espanha em 1588, e incumbidos de um estudo para melhorar o sistema defensivo da barra de Lisboa, então sob ameaça de corsários ingleses e neerlandeses. 
Em 1590 projectou duas fortificações: a da Cabeça Seca, embrião do Bugio, madeira, e a de Santo António do Estoril. 
Dirigiu as obras do Forte de São Lourenço do Bugio de 1590 até fins de 1593, quando faleceu em Lisboa.
Filipe II fez saber que tal obra tinha prioridade absoluta sobre as demais a realizar, manifestando sempre grande empenho em todo o processo, fazendo Casale apresentar-lhe todos os estudos e planos para a fortificação, assim como as propostas para a sua realização. Apesar de muitas interrogações terem sido levantadas não apenas pelo soberano e seus conselheiros, para todas Casale apresentou argumentos que acabaram por prevalecer, nomeadamente a escolha da forma arredondada para a construção, por considerar que seria a que melhor resistiria às intempéries e correntes marínhas, contrariando a forma angular que se impunha à época. Casale previu um período de dois anos para conclusão das obras. Apesar de tudo ter feito para acelerar o ritmo dos trabalhos, é fato que, três anos mais tarde, quando veio a falecer, apenas se encontravam parcialmente concluídas as fundações e a base da muralha.

## Principais projectos
- Forte de São Lourenço do Bugio (Lisboa, 1590-1657 início/conclusão)
- Forte de Santo António do Estoril (1590)